# Мартинес, Хуан Мануэль
Хуа́н Мануэ́ль Марти́нес (исп. Juan Manuel Martínez; род. 25 октября 1985, Вьедма, Рио-Негро, Аргентина) — аргентинский футболист, нападающий.

## Клубная карьера
Хуан Мануэль Мартинес начал профессиональную карьеру в 2003 году — 1 октября в матче Клаусуры он сыграл против Тальереса из Кордовы (2:1). В Клаусуре 2005 года Мартинес сыграл 13 матчей и забил 1 гол, и впервые стал чемпионом Аргентины.
Сезон 2005/06 Мартинес провёл на правах аренды в «Архентинос Хуниорс». После 10 игр Апертуры 2005 игрок получил тяжёлую травму колена, и пропустил почти всю оставшуюся часть сезона, появившись на поле лишь в последней игре Клаусуры 2006. Мартинес вернулся в «Велес», но после Апертуры 2006 его вновь отправили в аренду — в колумбийскую «Кукуту Депортиво». Мартинес качественно усилил свой клуб — «Кукута» сенсационно смогла дойти до полуфинала Кубка Либертадорес 2007, уступив лишь будущему победителю, «Боке Хуниорс».
В сезоне 2007/08 Мартинес в третий раз отправился в аренду, в саудовский «Аль-Шабаб». После возвращения Хуан Мануэль постепенно стал одним из лидеров «Велеса». Он помог команде выиграть ещё один чемпионат Аргентины (Клаусуру 2009), а в 2011 году — дойти до полуфинала Кубка Либертадорес, где аргентинцы уступили уругвайскому «Пеньяролю». Мартинес был признан лучшим футболистом чемпионата Аргентины 2010 года. В том же 2011 году Мартинес в третий раз выиграл первенство Клаусуры с «Велесом».
В середине 2012 года Буррито перешёл в бразильский «Коринтианс», в составе которого в декабре выиграл Клубный чемпионат мира.
7 января 2013 «Коринтианс» принял предложение «Боки Хуниорс» о переходе Мартинеса за 3,2 миллиона долларов — 50 процентов от стоимости игрока. После этой сделки «Коринтианс» остался с 25-ю процентами от стоимости игрока, а сам игрок своими усилиями смог сохранить другие 25 процентов.
13 августа 2015 года Мартинес присоединился к клубу MLS «Реал Солт-Лейк», подписав контракт по правилу назначенного игрока. В главной лиге США дебютировал 29 августа 2015 года в матче против «Далласа». 12 сентября 2015 года в матче против «Хьюстон Динамо» забил свой первый гол в MLS. 7 декабря 2016 года Мартинес расторг контракт с «Реал Солт-Лейк» по взаимному согласию сторон.
18 января 2019 года подписал контракт с клубом «Альмагро».

## Международная карьера
9 февраля 2011 года, Мартинес дебютировал в сборной Аргентины в товарищеском матче против Португалии (победа 2:1). 14 сентября Мартинес сыграл второй матч за сборную в рамках Суперкласико Южной Америки против сборной Бразилии. В 2012 году он сыграл сразу два матча против бразильцев в рамках этого турнира, забив в 19 сентября первый гол за свою сборную.

## Титулы и достижения
- Чемпион Аргентины (3): 2005 (Клаусура), 2009 (К), 2011 (К)
- Победитель Клубного чемпионата мира (1): 2012
- Лучший футболист чемпионата Аргентины (1): 2010